# Skarbnik Dworu Królewskiego (Anglia)

## Lista skarbników
- 1492–1521 – Thomas Lovell
- 1521–1525 – Tomasz Boleyn
- 1537–1538 – William Fitzwilliam
- 1538–1541 – William Paulet
- 1541–1553 – Thomas Cheney
- 1559–1560 – Thomas Parry
- 1586–1596 – Francis Knollys
- 1597–1601 – Roger North, 2. baron North
- 1601–1616 – William Knollys
- 1616–1618 – Edward Wotton, 1. baron Wotton
- 1618–1639 – Thomas Edmonds
- 1639–1641 – Henry Vane
- 1641–1649 – Thomas Savile, 1. wicehrabia Savile
- 1660–1663 – Frederick Cornwallis
- 1663–1668 – Charles Fitzhardinge, 2. wicehrabia Fitzhardinge
- 1668–1672 – Thomas Clifford
- 1672–1686 – Francis Newport, 2. baron Newport
- 1686–1689 – William Paston, 2. hrabia Yarmouth
- 1689–1708 – Francis Newport, 1. hrabia Bradford
- 1708–1712 – Hugh Cholmondeley, 1. hrabia Cholmondeley
- 1712–1714 – George Granville, 1. baron Lansdown
- 1714–1725 – Hugh Cholmondeley, 1. hrabia Cholmondeley
- 1730–1731 – Robert Benson, 1. baron Bingley
- 1731–1737 – John West, 7. baron De La Warr
- 1737–1755 – Benjamin Mildmay, 1. hrabia FitzWalter
- 1755–1756 – John Berkeley, 7. baron Berkeley of Stratton
- 1756–1757 – John Bateman, 2. wicehrabia Bateman
- 1757–1761 – Percy Wyndham-O’Brien
- 1761–1765 – Henry Herbert, 1. hrabia Powis
- 1765–1766 – George Edgcumbe, lord Edgcumbe
- 1766–1777 – John Shelly
- 1777–1779 – Frederick Howard, 5. hrabia Carlisle
- 1779–1780 – George Onslow, 4. baron Onslow
- 1780–1782 – James Cecil, wicehrabia Cranborne
- 1782–1783 – Thomas Howard, 10. hrabia Effingham
- 1783–1784 – Charles Greville
- 1784–1793 – James Stopford, 2. hrabia Courtown
- 1793–1806 – James Stopford, wicehrabia Stopford
- 1806–1807 – Charles Bennet, wicehrabia Ossulston
- 1807–1812 – James Stopford, wicehrabia Stopford
- 1812–1812 – Robert Jocelyn, 2. wicehrabia Jocelyn
- 1812–1826 – William Augustus Cavendish-Bentick
- 1826–1837 – William Henry Fremantle
- 1837–1841 – Henry Fitzalan-Howard, hrabia Surrey
- 1841–1841 – George Byng
- 1841–1846 – Frederick Hervey, hrabia Jermyn
- 1846–1847 – Robert Grosvenor
- 1847–1852 – Arthur Hill
- 1852–1852 – Claud Hamilton
- 1853–1858 – George Phipps, hrabia Mulgrave
- 1858–1859 – Claud Hamilton
- 1859–1866 – William Keppel, wicehrabia Bury
- 1866–1866 – Otho FitzGerald
- 1866–1867 – William Cecil, lord Burghley
- 1867–1868 – Percy Egerton Herbert
- 1868–1872 – George Warren, 2. baron de Tabley
- 1872–1874 – Augustus Bampfylde, 2. baron Poltimore
- 1874–1874 – William Monson, 7. baron Monson
- 1874–1875 – Henry Percy, hrabia Percy
- 1875–1880 – Henry Frederick Thynne
- 1880–1885 – Gavin Campbell, 7. hrabia Breadalbane
- 1885–1886 – William Pleydell-Bouverie, wicehrabia Folkestone
- 1886–1886 – Victor Bruce, 9. hrabia Elgin
- 1886–1891 – William Pleydell-Bouverie, wicehrabia Folkestone
- 1891–1892 – Walter Gordon-Lennox
- 1892–1894 – Edwyn Scudamore-Stanhope, 10. hrabia Chesterfield
- 1894–1895 – Arthur George Brand
- 1895–1896 – George Osborne, markiz Carmarthen
- 1896–1900 – Richard Curzon, wicehrabia Curzon
- 1900–1903 – Victor Cavendish
- 1903–1905 – James Hamilton, markiz Hamilton
- 1905–1909 – Edward Strachey
- 1909–1912 – William Dudley Ward
- 1912–1915 – Frederick Guest
- 1915–1916 – James Hope
- 1916–1918 – James Craig, 1. wicehrabia Craigavon
- 1918–1919 – Robert Sanders
- 1919–1921 – Bolton Eyres-Monsell
- 1921–1924 – George Gibbs
- 1924–1924 – Thomas Griffiths
- 1924–1928 – George Gibbs
- 1928–1928 – George Hennessy
- 1929–1929 – Ben Smith
- 1931–1931 – George Hennessy
- 1931–1931 – Frederick Thomson
- 1935–1935 – Frederick Penny
- 1937–1937 – Lambert Ward
- 1937–1937 – Arthur Hope
- 1939–1939 – Charles Waterhouse
- 1939–1939 – Robert Grimston
- 1942–1942 – James Edmondson
- 1945–1945 – George Mathers
- 1946–1946 – Arthur Pearson
- 1951–1951 – Cedric Drewe
- 1955–1955 – Tam Galbraith
- 1957–1957 – Hendrie Oakshott
- 1959–1959 – Peter Legh
- 1960–1960 – Edward Wakefield
- 1962–1962 – Michael Hughes-Young
- 1964–1964 – Sydney Irving
- 1966–1966 – John Silkin
- 1966–1966 – Charles Frederick Grey
- 1969–1969 – Charles Richard Morris
- 1970–1973 – Humphrey Atkins
- 1973–1974 – Bernard Weatherill
- 1974–1979 – Walter Harrison
- 1979–1983 – John Stradling-Thomas
- 1983–1983 – Anthony Berry
- 1983–1987 – John Cope
- 1987–1989 – David Hunt
- 1989–1990 – Tristan Garel-Jones
- 1990–1992 – Alastair Goodlad
- 1992–1993 – David Heathcoat-Amory
- 1993–1996 – Greg Knight
- 1996–1997 – Andrew McKay
- 1997–1998 – George Mudie
- 1998–2001 – Keith Bradley
- 2001–2003 – Keith Hill
- 2003–2007 – Bob Ainsworth
- 2007–2008 – Nick Brown
- 2008–2019 – Tommy McAvoy
- 2019–2019 – Christopher Pincher
- 2019–2020 – Amanda Milling
- 2020–2022 – Christopher Pincher
- 2022–2022 – Kelly Tolhurst
- 2022–2022 – Craig Whittaker
- 2022–nadal – Marcus Jones